# Syndicat national des agents de l'Éducation nationale
Le Syndicat national des agents de l'Éducation nationale (SNAEN CT-UNSA) était un syndicat français membre de la Fédération de l'Éducation nationale (devenue UNSA éducation en 2000), dissous le 25 mars 2010. Son appellation originelle était Syndicat national des agents de l'Éducation nationale.
Lors des dernières élections professionnelles auxquelles il avait participé à l'Éducation nationale, le SNAEN-CT a obtenu près de 20 % des voix chez le personnel qu'il représentait.

## Champ de syndicalisation et historique
le SNAEN syndiquait  
- Les personnels TOS (techniciens, ouvriers et de service), de santé et sociaux et le personnel de laboratoire de l'Éducation nationale,
- les ATSEM (agents territoriaux spécialisés des écoles maternelles),
- le personnel ouvrier des CROUS.
- le personnel retraité de chacune des branches.

Le SNAEN a été fondé par des militants syndicaux, tel Jean-Baptiste Soleilhavoup, qui refusaient la mainmise de la CGT communiste sur le syndicat des agents de lycée, demeurés au sein de la Confédération générale du travail après la scission syndicale de 1948. En réaction, ils fondèrent un syndicat autonome des agents affilié à la FEN (Fédération de l'Éducation nationale).
Pendant toute l'histoire de la FEN, le SNAEN a appartenu à la majorité fédérale autonome (dite "UID". Lorsque la FEN s'est transformé en UNSA éducation, le SNAEN-FEN est naturellement devenu le SNAEN-UNSA Éducation.
Dans les années 1980, le SNAEN, sous l'impulsion de Jean-Louis Andreau, s'est fortement impliqué dans la modernisation des métiers et le développement des carrières. Dans le cadre des « accords Durafour » de 1990, où Jean-Louis Andreau appartenait à la délégation de la FEN, des avancées significatives avaient été enregistrées pour la filière ouvrière.
En, 2005, à la suite de la décision du gouvernement Raffarin de transférer le personnel TOS (techniciens, ouvriers, de service) des collèges et lycées aux départements et aux régions, le SNAEN s'est transformé en SNAEN CT-UNSA (Syndicat national des agents de l’Éducation nationale et des collectivités territoriales) sous l'impulsion de son secrétaire général Gérard Guyollot, élu en juillet 2003 au Congrès de Mur-de-Bretagne. À cette occasion, il est passé d'une structure en syndicat national unique à une organisation en Union nationale de syndicats territoriaux pour mieux répondre aux nouveaux employeurs (régions et départements).
La logique employeur prévalant sur la logique de mission, l'Union nationale « SNAEN-CT UNSA » s'est dissoute en 2011 en appelant ses adhérents à rejoindre l'UNSA-Territoriaux, fédération UNSA de syndicats de personnels territoriaux dont relèvent désormais les ex-personnels TOS de l'Éducation nationale.
Les personnels des CROUS ont été pris en charge par le Syndicat national des personnels titulaires et contractuels de l'éducation nationale, de l'enseignement supérieur, de la recherche et de la culture : SNPTES: http://www.snptes.org.

## Secrétaires généraux
Plusieurs secrétaires généraux se succédèrent à la tête du SNAEN puis du SNAEN CT-UNSA. Le plus marquant est André Bougreau qui porta le nombre d'adhérents à plus de 31 000 dans les années 1970. Lui succédèrent Jean-Louis Andreau, Robert André, Gérard Guyolleau. Dans la période postérieure au transfert du personnel TOS de l'Éducation nationale aux départements et régions, la responsabilité fut assumée pour des périodes plus brèves par Gilbert Romain puis Christophe Coudert, ultime secrétaire général du syndicat.